# Jan Veselý (lední hokejista)
Jan Veselý (* 22. června 1994 Jaroměř) je český lední hokejista hrající na pozici útočníka.

## Život
S ledním hokejem začínal ve svém rodném městě v celku HC Jaroměř. Následně mládežnická léta strávil v celku HC Dynamo Pardubice, za jejichž mužský výběr během sezóny 2012/2013 nastoupil i k prvním pěti zápasům. Další ročník (2013/2014) vedle pardubických juniorů a mužů odehrál též sedm utkání za HC Stadion Vrchlabí. Sezónu 2014/2015 sice začal mezi pardubickými juniory, jenže pak se přesunul do pražské Slavie, za níž hrál jak za juniory, tak za mužský celek a současně stihl ještě šest zápasů za SC Kolín. Slavia v závěru tohoto ročníku hrála baráž o setrvání v české nejvyšší soutěži, v ní ale neuspěla a pro další sezónu sestoupila. V té Veselý hrál za Slavii, ale především za kolínský klub. Pro ročník 2016/2017 přestoupil do celku Mountfield HK, který ho ale během sezóny poslal na hostování do klubu HC Stadion Litoměřice. Totožná situace se opakovala i další sezónu (2017/2018). Před ročníkem 2018/2019 přestoupil zpět do Slavie a za ni nastupuje v české druhé nejvyšší soutěži.